# Bálint Kopasz
Bálint Kopasz (Szeged, 20 de junio de 1997) es un deportista húngaro que compite en piragüismo en la modalidad de aguas tranquilas.
Participó en tres Juegos Olímpicos de Verano, entre los años 2016 y 2024, obteniendo dos medallas, oro en Tokio 2020 y bronce en París 2024, en la prueba de K1 1000 m. En los Juegos Europeos de Minsk 2019 obtuvo dos medallas de oro, en las pruebas de K1 1000 m y K1 5000 m.
Ganó seis medallas en el Campeonato Mundial de Piragüismo entre los años 2019 y 2023, y diez medallas en el Campeonato Europeo de Piragüismo entre los años 2016 y 2025.

## Palmarés internacional
| Juegos Olímpicos   | Juegos Olímpicos         | Juegos Olímpicos  | Juegos Olímpicos |
| Año                | Lugar                    | Medalla           | Competición      |
| ------------------ | ------------------------ | ----------------- | ---------------- |
| 2020               | Tokio (Japón)            | Medalla de oro    | K1 1000 m        |
| 2024               | París (Francia)          | Medalla de bronce | K1 1000 m        |
| Campeonato Mundial |                          |                   |                  |
| Año                | Lugar                    | Medalla           | Competición      |
| 2019               | Szeged (Hungría)         | Medalla de oro    | K1 1000 m        |
| 2021               | Copenhague (Dinamarca)   | Medalla de plata  | K1 1000 m        |
| 2022               | Halifax (Canadá)         | Medalla de oro    | K1 1000 m        |
| 2022               | Halifax (Canadá)         | Medalla de oro    | K2 500 m         |
| 2023               | Duisburgo (Alemania)     | Medalla de oro    | K1 500 m         |
| 2023               | Duisburgo (Alemania)     | Medalla de plata  | K2 500 m         |
| Juegos Europeos    |                          |                   |                  |
| Año                | Lugar                    | Medalla           | Competición      |
| 2019               | Minsk (Bielorrusia)      | Medalla de oro    | K1 1000 m        |
| 2019               | Minsk (Bielorrusia)      | Medalla de oro    | K1 5000 m        |
| Campeonato Europeo |                          |                   |                  |
| Año                | Lugar                    | Medalla           | Competición      |
| 2016               | Moscú (Rusia)            | Medalla de bronce | K1 1000 m        |
| 2017               | Plovdiv (Bulgaria)       | Medalla de bronce | K1 500 m         |
| 2017               | Plovdiv (Bulgaria)       | Medalla de bronce | K1 1000 m        |
| 2018               | Belgrado (Serbia)        | Medalla de plata  | K1 1000 m        |
| 2021               | Poznań (Polonia)         | Medalla de oro    | K1 500 m         |
| 2021               | Poznań (Polonia)         | Medalla de oro    | K1 1000 m        |
| 2022               | Múnich (Alemania)        | Medalla de oro    | K1 1000 m        |
| 2022               | Múnich (Alemania)        | Medalla de oro    | K2 500 m         |
| 2024               | Szeged (Hungría)         | Medalla de plata  | K1 1000 m        |
| 2025               | Račice (República Checa) | Medalla de bronce | K1 1000 m        |